# Alcetas II van Macedonië
Alcetas II, Alketas II (Oudgrieks Ἀλκέτας B' ὁ Μακεδὼν) (? - 448 v.Chr.) was een zoon van Alexander I van Macedonië en tijdelijk een van de drie koningen van Macedonië. Toen Aleksander in 454 v.Chr. werd vermoord besloot de Macedonische volksraad dat hij moest worden opgevolgd door drie volwassen zonen die elk een deel van het land kregen: Perdiccas II van Macedonië, Filippos en Alketas. Alketas en zijn broers kregen al gauw hevige conflicten, waarna de Macedonische volksraad Filippos en Alketas afzette, waarna Perdikkas de troon besteeg. Alketas werd samen met zijn zoon Aleksander vermoord door Archelaus I van Macedonië, de zoon van Perdikkas II.
Hij stond bekend om zijn alcoholverslaving.